# 현석호
현석호(한국 한자: 玄錫虎, 1907년 5월 23일 대한제국 경상북도 예천 출생 ~ 1988년 12월 2일 대한민국 서울에서 별세.)는 일제강점기의 관료이며 대한민국의 외교관, 정치인이다. 경상북도 예천군 출생이며 본관은 연주(延州)이고 호는 석계(石溪)이다. 대한민국 제23대 내무부 장관 등을 역임했다.

## 생애
경상북도 대구고등농림학교를 졸업하였다. 그 뒤 경성으로 유학, 경성제국대학교에서 학사 학위를 취득하고 고등문관시험 행정과에 합격(1933년)하여 경찰로 이력을 시작했고, 경부 직위에 오른 뒤 전라남도 화순군수가 되어(1936년), 황해도 산업과장(1938년), 충청남도 광업부장(1944년) 등 조선총독부 관료로 근무했다. 현석호는 충남 광업부장으로 재임 중에 일제가 패망하고 1945년 9월 중순 충남지사로 미군정 육군 대령이 부임하자 사표를 제출했다. 당시 지사에게 "나는 일제에 협력한, 고급관리로서 일한 친일파이기 때문에 도의적 책임을 지고 물러나는 것이 마땅하다"고 답 하고 이 내용을 회고록에 실어, 2008년 민족문제연구소가 대표적인 친일 전력 반성 사례 중 하나로 언급했다.
광복 후, 미군정의 중앙경제위원회 기획관(1947년)을 거쳐 남선전기 부사장(1949년), 경성전기 전무취체역 (1951년) 등 기업인으로 활동하다가 고향인 예천군에서 제3대 국회의원선거에서 자유당 소속으로 당선(1954년)되었다.  이후, 민주당  신파의 핵심 인물로서, 중앙당 조직부장(1956년)에 선임되었다. 1956년 8월 자유당의 선거방해에 항의하여 조병옥, 김도연, 윤보선, 양일동 등과 서울 태평로에서 연좌시위를 벌였다.  제5대 국회의원선거에서도 예천군에서 당선되었다.(1960년) 그리고, 제2공화국에서 국방부-내무부-국방부 장관을 역임하였다. 국방부장관으로 재임하던 중 5·16 군사 정변을 맞아 장관직을 사임하였다.(1960년 5월 20일). 이후, 그는 수감되었다가 풀려난 뒤에는 장면, 김도연, 오위영, 조재천, 박순천과 함께 민주당 재건에 참여(1963년)하였다.   가톨릭교리연구소 소장이 되어(1967년), 가톨릭 교리를 연구하며 여생을 보냈다.
2002년 친일파 708인 명단의 조선총독부 사무관 분야에 선정되었고, 2008년 민족문제연구소의 친일인명사전 수록예정자 명단 중 관료 부문에 포함되었다.

## 약력

### 학력
- 경상북도 대구고등농림학교 졸업
- 경성제국대학교 법문학부 법학과 학사
- 대한민국 국방대학교 행정학사 5기(1960년)

### 기타 경력
- 베이징총영사관 영사
- 서울기계제작사 사장

## 저서
- 한 삶의 고백

## 같이 보기
- 민주당
- 제2공화국
- 장면
- 곽상훈
- 박순천
- 선우종원
- 송원영
- 이한림
- 정일형
- 태완선
- 김영선
- 최경록
- 윤보선

## 현석호를 연기한 배우들
- 변희봉 - 1989년 (제2공화국) MBC 드라마
- 변희봉 - 1993년 (제3공화국) MBC 드라마

## 역대 선거 결과
|  | 36.27% |

|  | 39.97% |

|  | 30.0% |

|  | 71.73% |

## 참고 자료
- 현석호 - 대한민국헌정회
- 현석호(玄錫虎) -  한국행정연구원
- 현석호(玄錫虎) - 국사편찬위원회
- "부친의 '친일 죄과' 민족 앞에 사죄" - 오마이뉴스, 정운현

| 전임 이종찬 | 제9대 국방부 장관 1960년 8월 23일 ~ 1960년 9월 12일 | 후임 권중돈 |

| 전임 이상철 | 제23대 내무부 장관 1960년 10월 13일 ~ 1960년 11월 20일 | 후임 신현돈 |

| 전임 권중돈 | 제11대 국방부 장관 1961년 1월 30일 ~ 1961년 5월 18일 | 후임 장도영 |